# Idioma arawak-lokono
El arawak o lokono es una de las lenguas mejor documentadas de la familia arawak, de hecho la familia completa recibe el nombre de esta lengua.
Es una lengua del grupo septentrional de las lenguas arahuacas, especialmente cercana al wuayuunaiki o guajiro, que es por su parte una de las lenguas arawak más habladas. La mayoría de hablantes están en Guyana y Surinam, pero es también hablada por unas 430 personas censadas en 2001 en Venezuela y Brasil.

## Descripción
El arawak lokono tiene un alineamiento morfosintáctico de tipo activo-inactivo muy interesante. Eso significa que el tratamiento sintáctico del único participante en la predicación de un verbo intransitivo dependerá de si su papel temático, es decir, de si es un agente, un paciente o un tema.

## Escritura
El arahuaco posee un sistema alfabético basado en el alfabeto latino al cual se añaden cambios mínimos. Entre corchetes, debajo de cada grafema, se encuentra el símbolo AFI correspondiente a su pronunciación.

Escritura del idioma arahuaco (o lokono)